# Pseudocrenilabrus
Pseudocrenilabrus (Gr.: „pseudo“ = falsch, unecht + Crenilabrus (heute nicht mehr anerkannte Lippfischgattung)) ist eine Gattung aus der Familie der Buntbarsche (Cichlidae), die im östlichen Afrika von der Nilmündung (Lake Mariout) über den Weißen Nil, den Kyoga- und den Albertsee, den Viktoriasee und seinen Zuflüssen, dem oberen (Lualaba) und mittleren Kongo und dem Upembasee bis zum und südlichen Afrika (u. a. Sambesi u. Okavango) weit verbreitet ist.

## Merkmale
Pseudocrenilabrus-Arten werden 7 bis 11 cm lang, Weibchen bleiben etwas kleiner. Ihr Körper ist von typischer Barschgestalt, der Kopf ist groß und bullig, die Schwanzflosse abgerundet. Die Männchen sind für gewöhnlich farbiger. Alle Pseudocrenilabrus-Arten sind Maulbrüter. Im Unterschied zu den nah verwandten Haplochromis-Arten besitzt Pseudocrenilabrus keine Eiflecke auf der Afterflosse. Diese ist dagegen bei den meisten Arten an ihrem Rand und besonders an ihrem Zipfel, intensiv gelb bis orangerot gefärbt, was als eifleckenähnliches Farbmuster ausgelegt wird. Die Eier haben einen Durchmesser von 1,5 bis 1,8 mm, die Jungfische verlassen das Maul des Weibchens nach 12 bis 14 Tagen.
- Flossenformel: Dorsale XIII–XV/8–11, Anale III/6–10

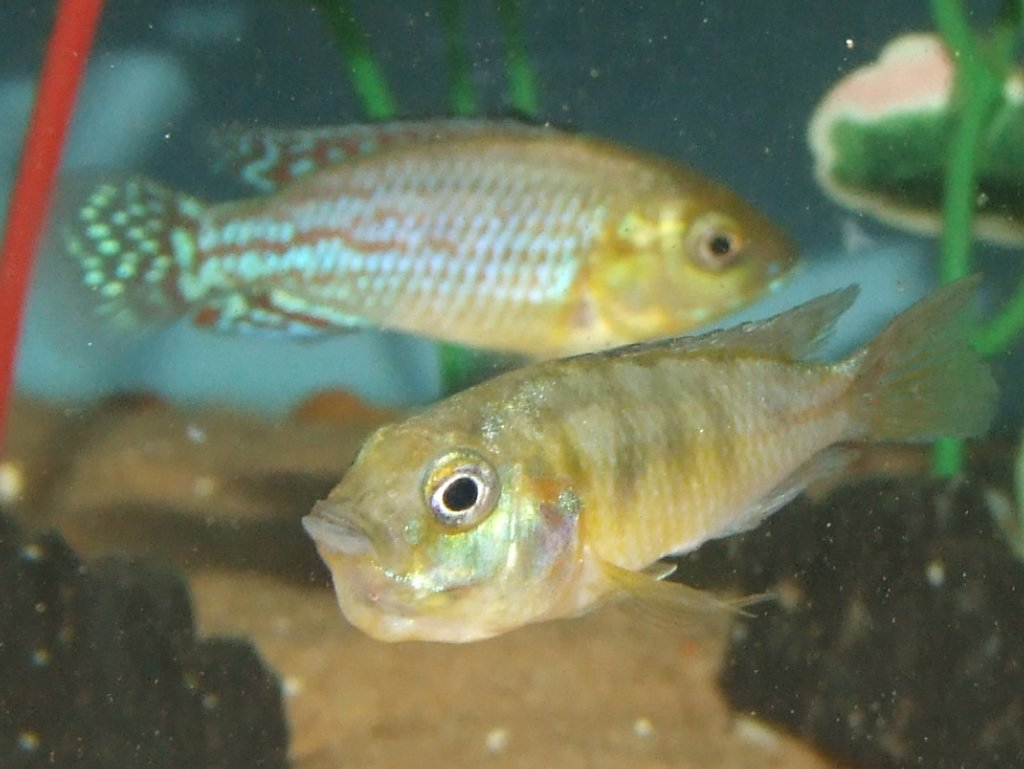
Pseudocrenilabrus nicholsi, vorne ein maulbrütendes Weibchen.

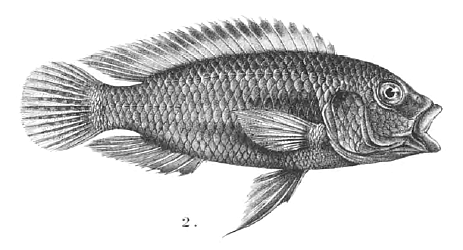
Thoracochromis moeruensis

- Schuppenformel mLR 25–29

## Arten
Bisher sind vier Arten beschrieben worden, von denen zwei wegen der weiten Verbreitung und unterschiedlicher Farben in zwei bzw. drei Unterarten unterteilt werden.
- Vielfarbiger Maulbrüter (Pseudocrenilabrus multicolor) (Schoeller, 1903)
  - Pseudocrenilabrus multicolor multicolor (Schoeller, 1903)
  - Pseudocrenilabrus multicolor victoriae Seegers, 1990
- Nichols Maulbrüter (Pseudocrenilabrus nicholsi) (Pellegrin, 1928)
- Messing-Maulbrüter (Pseudocrenilabrus philander) (Weber, 1897)
  - Pseudocrenilabrus philander philander (Weber, 1897)
  - Pseudocrenilabrus philander dispersus (Trewavas, 1936)
  - Pseudocrenilabrus philander luebberti (Hilgendorf, 1902)
- Pseudocrenilabrus pyrrhocaudalis Katongo, Seehausen & Snoeks, 2017

Pseudocrenilabrus bildet mit den Gattungen Lufubuchromis und Palaeoplex, sowie mit Thoracochromis moeruensis, Orthochromis kalungwishiensis, Orthochromis katumbii, Orthochromis luongoensis, Orthochromis machadoi und Orthochromis mporokoso eine Klade nah verwandter Arten innerhalb der Tribus Pseudocrenilabrini. Diese Artengruppe lässt sich durch DNA-Vergleiche nachweisen, besitzt jedoch mit einem roten oder orangen Fleck in der Spitze der Afterflosse ausgewachsener Männchen (Pseudocrenilabrus-Fleck) auch ein gemeinsames Merkmal. Der Pseudocrenilabrus-Fleck besitzt keine farbig abgesetzte Umrandung und typische Eiflecke, wie sie die Haplochromis-Arten und die Maulbrüter des Malawisees besitzen, fehlen den Arten der Pseudocrenilabrus-Artengruppe.